# Stevenson Island
Stevenson Island ist eine kleine und bis zu 122 m hohe Insel vor der Mawson-Küste des ostantarktischen Mac-Robertson-Lands. Sie liegt 3 km nordöstlich des Kap Simpson auf der Ostseite des Colbeck-Archipels.
Teilnehmer der British Australian and New Zealand Antarctic Research Expedition (1929–1931) unter der Leitung des australischen Polarforschers Douglas Mawson entdeckten sie im Februar 1931. Mawson benannte sie nach Kapitän John B. Stevenson von der Royal Navy, der von 1916 bis 1917 dem australischen Ausschuss für den Einsatz des Forschungsschiffs Aurora angehört hatte.